# Ödsbyn

Ödsbyn är en by i Örnsköldsviks kommun. Ödsbyn uttalas på lokal dialekt Yssby.
Ödsbyn har tidigare skrivits Össtthbij, Ösbij, Ösby, Ösbyn, Össbyn, Osby, Osbyn och Ödsby. Byn är belägen efter Junselevägen (väg 1035) cirka 7 kilometer väster om närmaste tätort, Bredbyn.

## Historia och kuriosa
Tidigare var byns bebyggelse intill Ödsbysjöns norra sida och landsvägen gick då söder om Gårdsberget. I slutet på 1800-talet flyttades byn cirka 500 meter norrut, när nya hus byggdes på den plats där byn nu finns. Numera går landsvägen intill Ödsbytjärnen.
Ödsby har haft många knektar som har stupat på slagfältet.
Under åren 1670-1680 var byn öde, från att i slutet av 1500-talet bestått av cirka fem bönder. År1620 var tre av byns fyra bönder änkor.
Denna by var tidigt industrialiserad. Bland annat fanns en driftig person, Sven Larsson, som bland annat tillverkade en orgel, som numera kan beskådas på Bredbyns hembygdsgård.
Hans söner byggde upp Bröderna Svenssons såg och Snickeri och Bröderna Svenssons Kraftstation. Med egen elektricitet och järnväg för att skeppa sågade trävaror måste det ha varit en för den tiden avancerad storindustri.
Den övriga byn fick sin elektricitet från ett kraftverk som byggdes av Ödsby och Tvärlandsböle Elektriska Förening.
I mitten av byn finns ett bevarat spruthus och utrustning för brandbekämpning. Bland annat finns där handdrivna vattensprutor. Denna brandbekämpningsutrustning användes av byborna vid eldsvådor.
Det tunnbröd som är känt under namnet "Gene Tunnbröd" och som under många år bakats av Polarbageriet i Bredbyn AB (tidigare Genebageriet) har ett ursprung i Ödsbyn på så sätt att Genebageriets grundares föräldrar hade bageri i en källare i missionshuset "Betania" beläget vid Selsviken.
En av de tre stugor som brann upp vid en eldsvåda på 1960-talet har ersatts av en likadan men spegelvänd stuga. Utanför varje stuga finns en tillhörande eld- och kokplats. Bakom varje stuga fanns en tillhörande ladugård. Dessa ladugårdar är dock numera förfallna. Samtliga stugor utom en har höjts upp från marken, ruttna timmerstockar har bytts ut och stugorna har fått nya tak för att kunna bevaras länge. Fäbodarna var tidigare på en plats några hundra meter sydväst om nuvarande plats. Orsaken till att man flyttade från den tidigare platsen var att "Vitter" mjölkade korna nattetid. Rester av grund finns fortfarande kvar från den tidigare platsen.

## Näringsliv
Nuvarande företag som finns i byn är Östmans Åkeri AB.

## Geografi
I Ödsbyn finns tjärnen Tjärnraningstjärnen.